# Goya al millor actor
El Premi Goya al millor actor protagonista és un dels 28 Premis Goya entregats anualment

## Nominats i guanyadors

### Dècada del 2020
| Guanyador             | Candidats                                              | |
| XXXIX edició - 2025   | XXXIX edició - 2025                                    | XXXIX edició - 2025 |
| --------------------- | ------------------------------------------------------ | --- |
|                       |                                                        | - Alberto San Juan per Casa en flames - Eduard Fernández per Marco, la verdad inventada - Alfredo Castro per Polvo serán - Urko Olazabal per Soy Nevenka - Vito Sanz per Volveréis                                                            |
| XXXVIII edició - 2024 |                                                        | |
|                       | David Verdaguer com a Eugeni a Saben aquell            | - Manolo Solo com a Miguel Garay a Cerrar los ojos - Alberto Ammann com a Diego Hernández Armas a Upon entry (L'arribada) - Hovik Keuchkerian com a Andreas a Un amor - Enric Auquer com a Antoni Benaiges a El mestre que va prometre el mar |
| XXXVII edició - 2023  |                                                        | |
|                       | Denis Ménochet com a Antoine a As bestas               | - Luis Tosar com a Rafa a En los márgenes - Nacho Sánchez com a Julián a Mantícora - Javier Gutiérrez com a José Pino a Modelo 77 - Miguel Herrán com a Manuel a Modelo 77                                                                    |
| XXXVI edició - 2022   |                                                        | |
|                       | Javier Bardem com a Julio Blanco a El buen patrón      | - Javier Gutiérrez com a Javier a La hija - Luis Tosar com a Ibon Etxezarreta a Maixabel - Eduard Fernández com a Òscar Camps a Mediterráneo                                                                                                  |
| XXXV edició - 2021    |                                                        | |
|                       | Mario Casas com a Dani a No matarás                    | - David Verdaguer com a Aleix a Uno para todos - Javier Cámara com a Julio a Sentimental - Ernesto Alterio com a Ernesto a Un mundo normal |
| XXXIV edició - 2020   |                                                        | |
|                       | Antonio Banderas com a Salvador Mallo a Dolor y gloria | - Antonio de la Torre com a Higinio Blanco a La trinchera infinita - Karra Elejalde com a Miguel de Unamuno a Mientras dure la guerra - Luis Tosar com a Mario a Quien a hierro mata                                                          |

### Dècada del 2010
| Guanyador            | Candidats                                                            | |
| XXXIII edició - 2019 | XXXIII edició - 2019                                                 | XXXIII edició - 2019 |
| -------------------- | -------------------------------------------------------------------- | --- |
|                      | Antonio de la Torre com a Manuel López-Vidal a El reino              | - Javier Bardem com a Paco a Todos lo saben - José Coronado com a Jaime Jiménez a Tu hijo - Javier Gutiérrez com a Marco Montes a Campeones                                       |
| XXXII edició - 2018  |                                                                      | |
|                      | Javier Gutiérrez (2) com a Álvaro Martín a El autor                  | - Antonio de la Torre com a Carlos López a Abracadabra - Javier Bardem com a Pablo Escobar a Loving Pablo - Andrés Gertrúdix com a Luis a Morir                                   |
| XXXI edició - 2017   |                                                                      | |
|                      | Roberto Álamo com a Javier Alfaro a Que Dios nos perdone             | - Eduard Fernández com a Francisco Paesa a El hombre de las mil caras - Antonio de la Torre Martín com a José a Tarde para la ira - Luis Callejo com a Curro a Tarde para la ira  |
| XXX edició - 2016    |                                                                      | |
|                      | Ricardo Darín com a Julián a Truman                                  | - Pedro Casablanc com a Luis Bárcenas a B, la película - Luis Tosar com a Carlos a El desconocido - Asier Etxeandia com a Novio a La novia                                        |
| XXIX edició - 2015   |                                                                      | |
|                      | Javier Gutiérrez (1) com a Juan a La isla mínima                     | - Raúl Arévalo com a Pedro a La isla mínima - Luis Bermejo com a Luis a Magical Girl - Ricardo Darín com a Simón a Relatos salvajes                                               |
| XXVIII edició - 2014 |                                                                      | |
|                      | Javier Cámara com a Antonio a Vivir es fácil con los ojos cerrados   | - Tito Valverde com a Max a 15 años y un día - Antonio de la Torre com a Carlos a Caníbal - Eduard Fernández com a Nacho a Todas las mujeres                                      |
| XXVII edició - 2013  |                                                                      | |
|                      | José Sacristán com a Santos a El muerto y ser feliz                  | - Daniel Giménez Cacho com a Antonio Villalta a Blancanieves - Jean Rochefort com a Marc Cros a El artista y la modelo - Antonio de la Torre com a Rafael Cantera Luján a Grupo 7 |
| XXVI edició - 2012   |                                                                      | |
|                      | José Coronado com a Santos Trinidad a No habrá paz para los malvados | - Daniel Brühl com a Álex a EVA - Antonio Banderas com a Robert Ledgard a La piel que habito - Luis Tosar com a César a Mientras duermes                                          |
| XXV edició - 2011    |                                                                      | |
|                      | Javier Bardem com a Uxbal a Biutiful                                 | - Antonio de la Torre com a Sergio a Balada triste de trompeta - Ryan Reynolds com a Paul Conroy a Buried - Luis Tosar com a Costa a También la lluvia                            |
| XXIV edició - 2010   |                                                                      | |
|                      | Luis Tosar com a Malamadre a Celda 211                               | - Ricardo Darín com a Benjamín Espósito a El secreto de sus ojos - Jordi Mollà com a poeta Jaime Gil de Biedma a El cónsul de Sodoma - Antonio de la Torre com a Enrique a Gordos |

### Dècada del 2000
| Guanyador           | Candidats                                                    | |
| XXIII edició - 2009 | XXIII edició - 2009                                          | XXIII edició - 2009 |
| ------------------- | ------------------------------------------------------------ | --- |
|                     | Benicio del Toro com a Ernesto Guevara a Che, el argentino   | - Javier Cámara com a Maxi a Fuera de carta - Raúl Arévalo com a Ricardo Mazo Torralba a Los girasoles ciegos - Diego Luna com a Gabriel a Sólo quiero caminar                |
| XXII edició - 2008  |                                                              | |
|                     | Alberto San Juan com a Benito Lacunza a Bajo las estrellas   | - Álvaro de Luna com a Alfonso a El prado de las estrellas - Alfredo Landa com a Joaco a Luz de domingo - Tristán Ulloa com a Iñaki a Mataharis                               |
| XXI edició - 2007   |                                                              | |
|                     | Juan Diego com a Santiago a Vete de mí                       | - Daniel Brühl com a Salvador Puig Antich a Salvador - Viggo Mortensen com a Diego Alatriste a Alatriste - Sergi López com a Vidal a El laberinto del fauno                   |
| XX edició - 2006    |                                                              | |
|                     | Óscar Jaenada com a Camarón de la Isla a Camarón             | - Juan José Ballesta com a Tano a 7 vírgenes - Eduard Fernández com a Fernando a El método - Manuel Alexandre com a Alfredo a Elsa y Fred                                     |
| XIX edició - 2005   |                                                              | |
|                     | Javier Bardem com a Ramón Sampedro a Mar adentro             | - Eduard Fernández com a Jorge a Cosas que hacen que la vida valga la pena - Eduardo Noriega com a Mikel Lejarza a El Lobo - Willy Toledo com a Rafael a Crimen ferpecto      |
| XVIII edició - 2004 |                                                              | |
|                     | Luis Tosar com a Antonio a Te doy mis ojos                   | - Ernesto Alterio com a Antonio a Días de fútbol - Alfredo Landa com a Joaquín Panjero a La luz prodigiosa - Javier Cámara com a Alfredo López a Torremolinos 73              |
| XVII edició - 2003  |                                                              | |
|                     | Javier Bardem com a Santa a Los lunes al sol                 | - Sancho Gracia com a Julián a 800 balas - Juan Luis Galiardo com a Don Quijote de la Mancha a El caballero Don Quijote - Javier Cámara com a Benigno Martín a Hable con ella |
| XVI edició - 2002   |                                                              | |
|                     | Eduard Fernández com a Santos a Faust 5.0                    | - Eusebio Poncela com a Federico a Intacto - Tristán Ulloa com a Lorenzo a Lucía y el sexo - Sergi López com a Joaquín a Sólo mía                                             |
| XV edició - 2001    |                                                              | |
|                     | Juan Luis Galiardo com a Juan Peñasco a Adiós con el corazón | - Carmelo Gómez com a Forteza a El portero - Juan Diego Botto com a l'asesino a Plenilunio - Miguel Ángel Solá com a Mario a Sé quién eres                                    |
| XIV edició - 2000   |                                                              | |
|                     | Francisco Rabal com a Francisco de Goya a Goya en Burdeos    | - Fernando Fernán Gómez com a Don Gregorio a La lengua de las mariposas - Jordi Mollà com a Alberto a Segunda piel - Josep Maria Pou com a Jaume a Amic/Amat                  |

### Década del 1990
| Guanyador          | Candidats                                                              | |
| XIII edició - 1999 | XIII edició - 1999                                                     | XIII edició - 1999 |
| ------------------ | ---------------------------------------------------------------------- | --- |
|                    | Fernando Fernán Gómez com a Don Rodrigo de Arista Potestad a El abuelo | - Gabino Diego com a Manuel a La hora de los valientes - Eduardo Noriega com a César a Abre los ojos - Antonio Resines com a Blas Fontiveros a La niña de tus ojos                                                                             |
| XII edició - 1998  |                                                                        | |
|                    | Antonio Resines com a Rafael a La buena estrella                       | - Javier Bardem com a David a Carne trémula - Jordi Mollà com a Daniel a La buena estrella |
| XI edició - 1997   |                                                                        | |
|                    | Santiago Ramos com a Rafael a Como un relámpago                        | - Antonio Banderas com a Art Dodge a Two Much - Carmelo Gómez com a Teodoro a El perro del hortelano |
| X edició - 1996    |                                                                        | |
|                    | Javier Bardem com a Víctor Ventura a Boca a boca                       | - Álex Angulo com a el cura Ángel Berriatúa a El día de la bestia - Federico Luppi com a Eduardo a Nadie hablará de nosotras cuando hayamos muerto                                                                                             |
| IX edició - 1995   |                                                                        | |
|                    | Carmelo Gómez com a Antonio a Días contados                            | - Gabino Diego com a Alberto a Los peores años de nuestra vida - Alfredo Landa com a Don José a Canción de cuna |
| VIII edició - 1994 |                                                                        | |
|                    | Juan Echanove com a Francisco Franco a Madregilda                      | - Imanol Arias com a Ángel a Intruso - Javier Bardem com a Benito González a Huevos de oro |
| VII edició - 1993  |                                                                        | |
|                    | Alfredo Landa com a Bartolomé a La marrana                             | - Javier Bardem com a Raúl a Jamón, jamón - Jorge Sanz com a Fernando a Belle Époque |
| VI edició - 1992   |                                                                        | |
|                    | Fernando Guillén com a Don Joan a Don Juan en los infiernos            | - Gabino Diego com a Felip IV a El rey pasmado - Jorge Sanz com a Paco a Amantes |
| V edició - 1991    |                                                                        | |
|                    | Andrés Pajares com a Paulino a ¡Ay, Carmela!                           | - Imanol Arias com a Javier a A solas contigo - Antonio Banderas com a Ricky a ¡Átame! |
| IV edició - 1990   |                                                                        | |
|                    | Jorge Sanz com a Daniel Javaloyes "Java" a Si te dicen que caí         | - Juan Diego com a Sant Joan de la Creu a La noche oscura - Fernando Fernán Gómez com a Eusebio a El mar y el tiempo - Fernando Fernán Gómez com a Marquès d'Esquilache a Esquilache - Alfredo Landa com a El Americano a El río que nos lleva |

### Dècada del 1980
| Guanyador         | Candidats                                                                 | |
| III edició - 1989 | III edició - 1989                                                         | III edició - 1989 |
| ----------------- | ------------------------------------------------------------------------- | --- |
|                   | Fernando Rey com a Padre a Diario de invierno                             | - Imanol Arias com a Eleuterio Sánchez, «El Lute» a El Lute II: mañana seré libre - Antonio Ferrandis com a Pedro Luis Jarrapellejos a Jarrapellejos - Alfredo Landa com a Sinatra a Sinatra - José Soriano com a Paulino Alonso / Francisco Franco a Espérame en el cielo |
| II edició - 1988  |                                                                           | |
|                   | Alfredo Landa com a Xan de Malvís/bandido Fendetestas a El bosque animado | - Imanol Arias com a Eleuterio Sánchez, «El Lute» a El Lute: camina o revienta - José Manuel Cervino com a Angelito Delicado a La guerra de los locos |
| I edició - 1987   |                                                                           | |
|                   | Fernando Fernán Gómez com a Emiliano a Mambrú se fue a la guerra          | - Juan Diego com a Francisco Franco a Dragon Rapide - Jorge Sanz com a Manolo a El año de las luces |

## Estadístiques

### Actors amb més premis
| Premis                | Actor         |
| --------------------- | ------------- |
| 5                     | Javier Bardem |
| 2                     |               |
| Alfredo Landa         |               |
| Fernando Fernán Gómez |               |
| Luis Tosar            |               |
| Javier Gutiérrez      |               |

### Actors amb més candidatures com a actor protagonista
| Nominacions | Actor                 |
| ----------- | --------------------- |
| 10          | Javier Bardem         |
| 8           | Antonio de la Torre   |
| 8           | Luis Tosar            |
| 7           | Alfredo Landa         |
| 6           | Eduard Fernández      |
| 5           | Fernando Fernán Gómez |
| 5           | Javier Cámara         |
| 5           | Javier Gutiérrez      |
| 4           | Antonio Banderas      |
| 4           | Jorge Sanz            |
| 4           | Imanol Arias          |
| 3           | Ricardo Darín         |
| 3           | Juan Diego            |
| 3           | Carmelo Gómez         |
| 3           | Jordi Mollà           |
| 3           | Gabino Diego          |

| Nominacions | Actor              |
| ----------- | ------------------ |
| 2           | Juan Luis Galiardo |
| 2           | José Coronado      |
| 2           | Antonio Resines    |
| 2           | Ernesto Alterio    |
| 2           | Raúl Arévalo       |
| 2           | Daniel Brühl       |
| 2           | David Verdaguer    |
| 2           | Sergi López        |
| 2           | Eduardo Noriega    |
| 2           | Tristán Ulloa      |

### Actors premiats i candidats de menor i major edat
- Premiat de menor edat: Jorge Sanz, amb 20 anys, per Si te dicen que caí (IV edició, 1989)
- Premiat de major edat: Fernando Fernán Gómez, amb 77 anys, per El abuelo (XIII edició, 1998)
- Nominat de menor edat: Jorge Sanz, amb 17 anys, per El año de las luces (I edició, 1986)
- Nominat de major edat: Manuel Alexandre, amb 88 anys, per Elsa y Fred (XX edició, 2005)